# Sur la tranquillité de l'âme
Le Sur la tranquillité de l’âme (De Tranquillitate animi) est un dialogue philosophique en latin du philosophe stoïcien et homme d’état Sénèque. Dans les éditions modernes, il occupe le neuvième livre des Dialogues de cet auteur.

## Titre et thème
Le terme tranquillitas, souvent traduit « tranquillité », désigne la paix psychique qui était le but éthique de plusieurs courants philosophiques antiques. Il avait déjà été employé dans ce sens par Cicéron. Le mot désignait originellement une mer calme ; il s’agit d’une métaphore, que Sénèque reprend lorsqu’il fait parler Serenus (De la Tranquillité de l’âme 1, 17).
Au début de sa réponse, Sénèque nous explique qu’il utilise le terme pour traduire l’euthymia (euthymie, ou stabilité mentale) de Démocrite et il le définit ainsi :
« Cette ferme assiette de l'âme, appelée chez les Grecs εὐθυμία, et qui fut pour Démocrite le texte d'un bel ouvrage, je l'appellerai tranquillité; car il n'est pas nécessaire d'imiter et de calquer jusqu'aux formes des expressions : la chose dont nous parlons veut être désignée par un terme qui ait la force du mot grec, non sa physionomie. Nous cherchons donc où réside cette constante égalité, cette allure uniforme d'une âme en paix avec elle-même, heureuse et charmée de ses seuls trésors, dont le contentement ininterrompu porte sur une base immuable, une âme enfin que rien ne peut enfler ni abattre : voilà la vraie tranquillité. ».

## Date et destinataire
Aucune datation précise du dialogue n’est possible ; il a pu être écrit entre le retour d’exil de Sénèque, en 49 ap. J.-C. et la mort du dédicataire, un peu avant 62 ap. J.-C. Étant donné que l’un des thèmes principaux du dialogue est le retrait de la vie publique, on a pu penser qu’il datait plutôt des années 60, lorsque Sénèque envisage lui-même d’abandonner la vie politique sous Néron ; il s’agit cependant d’une simple conjecture. 
Le texte est adressé à Annaeus Serenus, qui dans la fiction dialoguée est l’interlocuteur de Sénèque. Il est aussi le dédicataire de deux autres dialogues de Sénèque, le De Constantia Sapientis (De la Constance du Sage) et De Otio (Du loisir, ou Sur la Retraite). On pense généralement que le De Tranquillitate a été écrit après le De Constantia mais avant le De Otio, parce que Serenus semble progresser dans la philosophie stoïcienne en suivant cet ordre des dialogues. Il s’agit là aussi d’une hypothèse. Il a été suggéré que Sénèque avait choisi ce destinataire en raison de son nom (serenus = serein), qui faisait écho au thème des dialogues en question.
Nous savons que Serenus avait été préfet des vigiles jusqu’à sa mort. Sa nomination à ce poste datait probablement de 54 ap. J.-C., et il est possible que Sénèque ait été à l’origine de cette nomination. Sénèque nous apprend la mort de Serenus dans les Lettres à Lucilius (63, 14) où il parle du chagrin alors ressenti. Selon Pline l'Ancien, il serait mort en mangeant des champignons (Histoire Naturelle 22, 96).

## Résumé du traité
Le traité s’ouvre sur une adresse de Serenus à Sénèque. Le passage est exceptionnel dans la mesure où il s’agit du plus long passage dialogué du corpus philosophique de Sénèque. Serenus révèle à Sénèque l’état de son âme, moralement imparfaite et souvent agitée, et lui demande et l’aider à trouver un remède à ces « ballottements » (chp. 1). Sénèque répond à partir du chp. 2 jusqu’à la fin de l’œuvre. Il indique à Serenus que ce qu’il cherche s’appelle « tranquillité » avant d’exposer la manière dont il le soignera :
« Les moyens généraux d'y parvenir seront l'objet de mes recherches ; et de ce spécifique universel tu prendras telle dose que tu voudras. Commençons par signaler tous les caractères de la maladie où chacun reconnaîtra ses propres symptômes ; et pour ton compte tu comprendras que dans ce mécontentement de toi-même tu as bien moins à faire que ceux qui, enchaînés à quelque emploi brillant et accablés du poids d'un grand titre, s'obstinent dans leur rôle par mauvaise honte plutôt que par volonté. ».
La suite du chapitre 2 décrit le vice dont Serenus est affecté, sous le nom de taedium. 
À partir du chapitre 3, Sénèque commence à transmettre à Serenus les remèdes dont il a besoin. La structure du reste de l’œuvre est moins claire et reste débattue. Sénèque aborde successivement :
- la question du retrait de la vie politique, à partir d’un précepte d’Athénodore, qui est également discuté dans le De Otio. Le rapport à l’activité politique (ou son absence) doit être décidé à partir de trois facteurs : la connaissance de soi ; le choix de l’activité, et le choix des amis avec qui on l’exercera (chp. 3-7) ;
- la possession de trop de biens peut être source de troubles ; il faut savoir être parcimonieux (chp. 8-9) ;
- comment se comporter dans les situations difficiles. Le sage saura bien se comporter dans toutes les situations, mais ce n’est pas du sage dont ce texte traite, mais de l’homme de tous les jours (chp. 10-11). Les exemples de Théodore, Zénon, et Canus Julius sont développés ;
- il faut savoir accepter l’état du monde tel qu’il est (chp. 15-16) ;
- comment trouver un équilibre entre le foule et la solitude, le travail et la relaxation ; la sobriété et l’ivresse (chp. 17).

## Sources
Le texte est d’inspiration stoïcienne ; cependant Démocrite y joue un rôle important, puisqu’il est étroitement associé au thème du traité. Sénèque cite plus loin (chp. 13, 1) son traité Peri euthumias. Ce philosophe présocratique était le premier à avoir écrit un traité sur ce thème. Ce thème Peri euthumias / De tranquillitate était relativement courant dans l’antiquité ; nous savons qu’un stoïcien antérieur à Sénèque, Panétius, en avait écrit un. On a souvent supposé que ce traité avait eu une forte influence sur celui de Sénèque. Après Sénèque, Plutarque a écrit un Peri euthumias qui a été conservé.

## Postérité
Le traité a été particulièrement influent dans la France du XIXème siècle, où la figure de l’Ennui (taedium) joue un rôle significatif dans la poésie, en particulier chez Baudelaire. Nous savons que ce dernier s’était inspiré du traité, puisqu’il le mentionne dans une note au poème Fusées IX.